# Beniane
Beniane (în arabă بنيان) este o comună din provincia Mascara, Algeria.
Populația comunei este de 5.581 de locuitori (2008).